# 프로판아마이드
프로판아마이드(영어: propanamide)는 화학식이 CH3CH2C=O(NH2)인 프로판산의 아마이드이다.
프로판아마이드는 단일 치환된 아마이드이다. 아마이드기를 가지고 있는 유기 화합물은 많은 상이한 유기 공정에서 반응하여 합성에 다른 유용한 화합물들을 형성할 수 있다.

## 같이 보기
- 아마이드
- 프로피온산